# Nécropole des Xia occidentaux
La nécropole des Xia occidentaux ou tombeaux des Xia occidentaux (chinois : 西夏王陵 ; pinyin : xīxià wánglíng ; litt. « tombeau royal des Xia occidentaux ») est un site mortuaire d'une superficie de 50 km2 situé au pied des monts Helan, dans la région autonome de Níngxià en République populaire de Chine. Le site possède 9 mausolées et environ 250 tombes de personnalités importantes. Le site se situe à environ 40 km de Yinchuan, le chef-lieu de la région autonome de Níngxià et ancienne capitale de la dynastie des Xia occidentaux.
Le tangoutologue chinois, Li Fanwen, qui a fait avancer la compréhension de la langue de cette dynastie a passé sept ans de sa vie à y faire des fouilles archéologiques. À peu près 17 000 m2 du site ont été fouillés jusqu'à présent et des efforts sont en cours pour sécuriser et préserver les vestiges de cette époque mal comprise.

## Histoire
La dynastie des Xia occidentaux, également connue sous le nom d'Empire Tangoute, a existé entre 1038 et 1227, date à laquelle elle a été conquise et détruite par les Mongols, sous les ordres de Gengis Khan. L'empire a été fondé par les Tangoutes, un peuple d'Asie, dont l'histoire remonte à la dynastie Tang et dont on sait peu de choses actuellement. Depuis le début des fouilles, seule la tombe no 3 a été fouillée et étudiée de manière systématique. Elle est attribuée au fondateur de la dynastie, l'empereur Jingzong, né Li Yuanhao (1003-1048), et ressemble extérieurement à une tour-pavillon mêlant les styles des mausolées traditionnels tangoutes et des caractéristiques bouddhistes.
La capitale des Xia occidentaux et le complexe funéraire ont échappé aux explorateurs de l'Asie centrale du début du XXe siècle, dont Pyotr Kozlov, Aurel Stein et Sven Hedin. Elle a été localisée pour la première fois durant les années 1930 par Wulf-Dieter Graf zu Castell, qui a repéré le site sur une photographie aérienne, qui a été publiée en 1938 dans son livre Chinaflug.
Les « tombes impériales des Xixia » sont inscrites sur la liste du patrimoine mondial en 2025 par l'UNESCO.

## Galerie de photographies

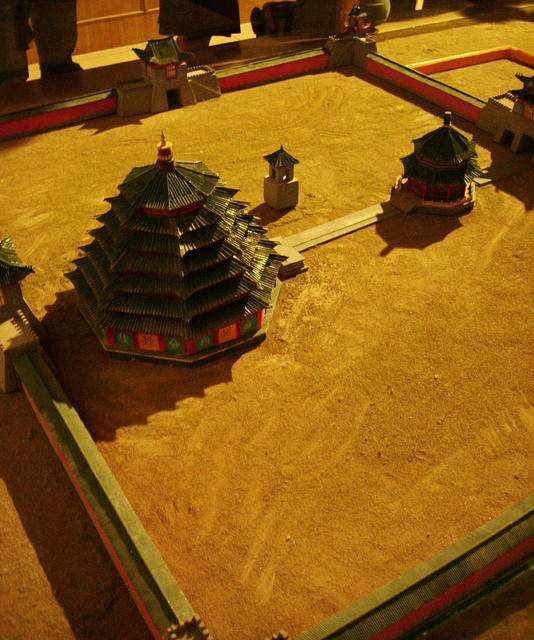
Maquette montrant une tentative de reconstitution d'un tombeau royal des Xia occidentaux.
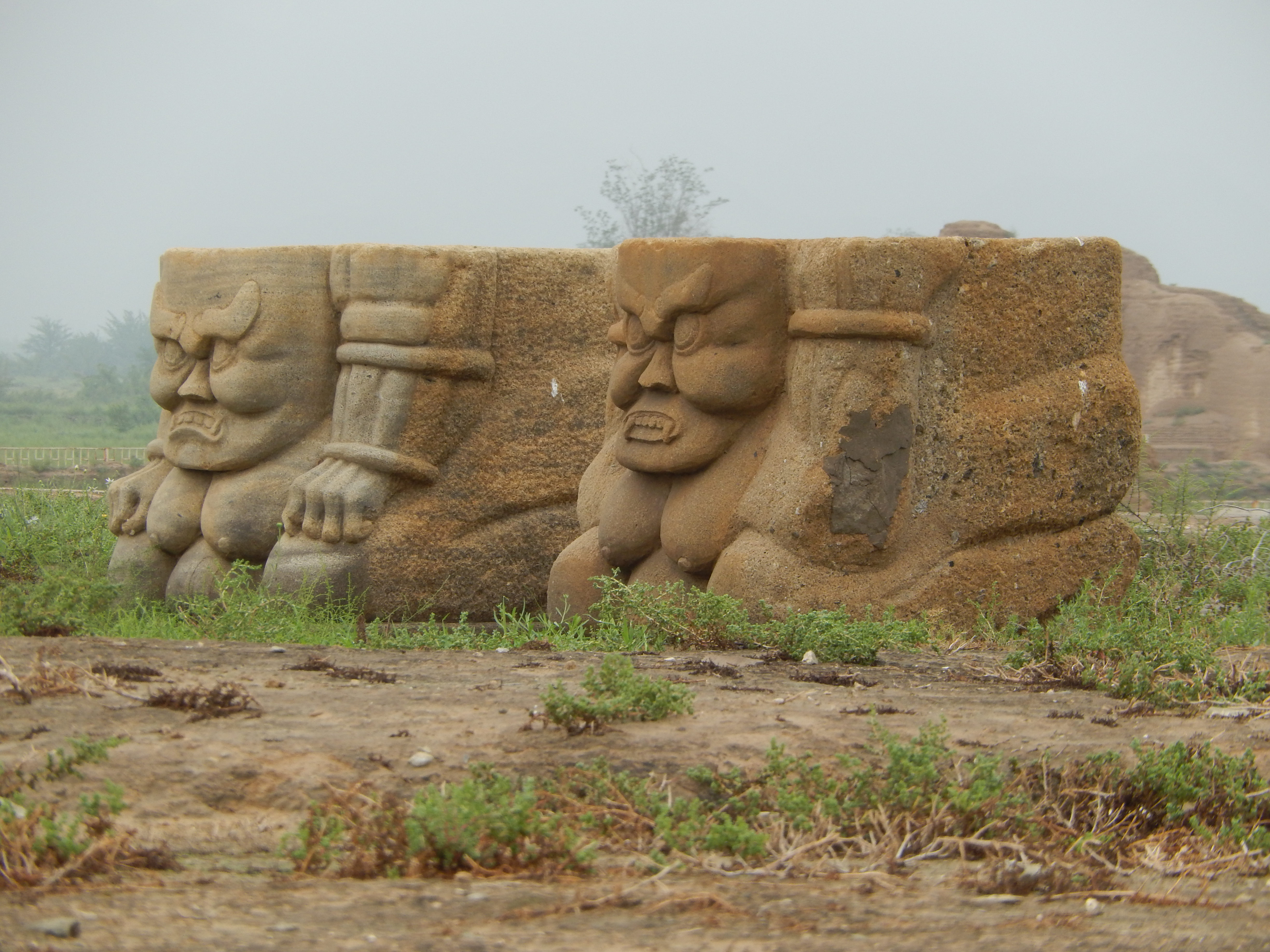
Stèles situées au pied de la tombe no 3.
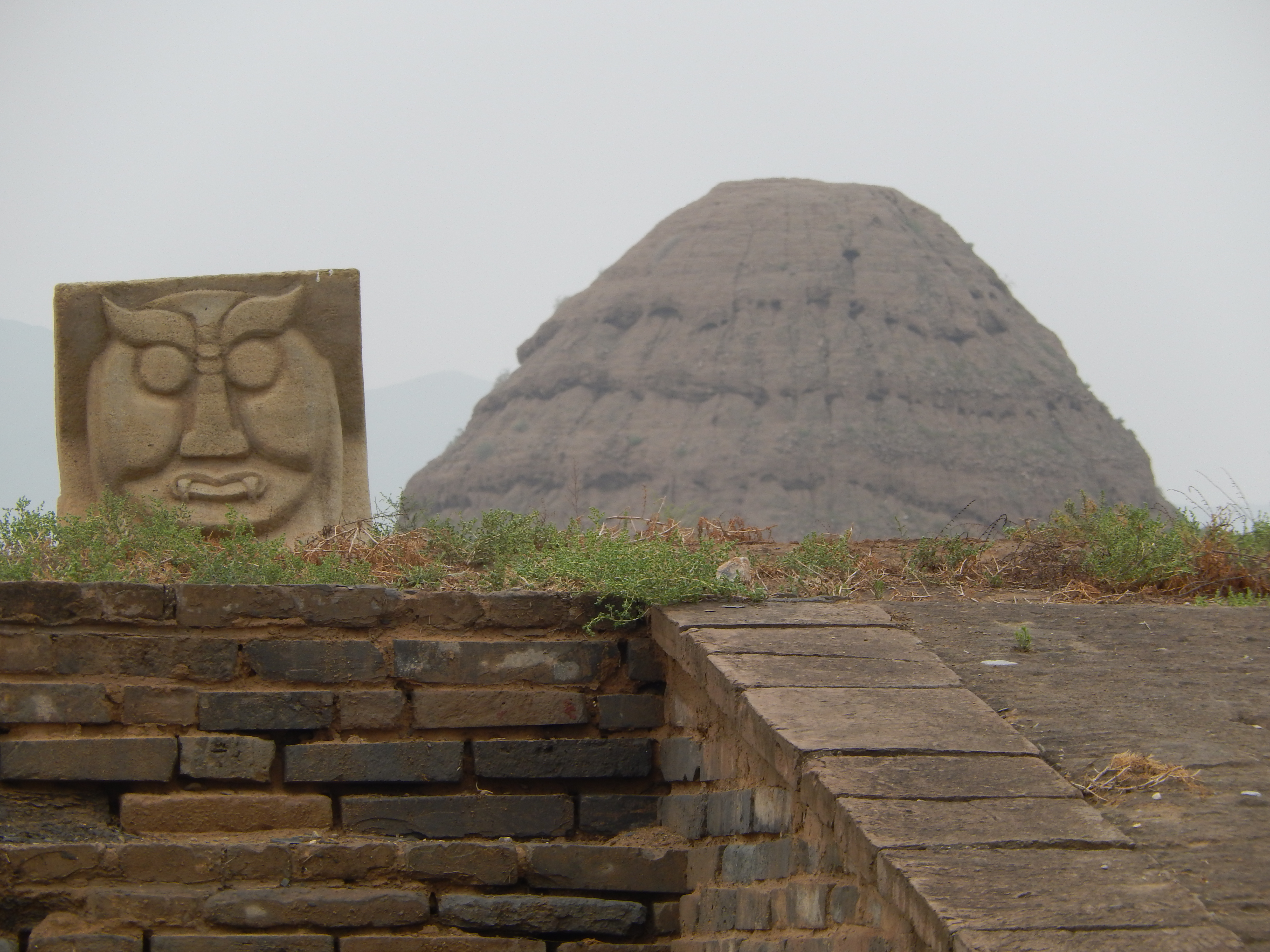
Vue générale de la tombe no 3 avec une stèle au premier plan.
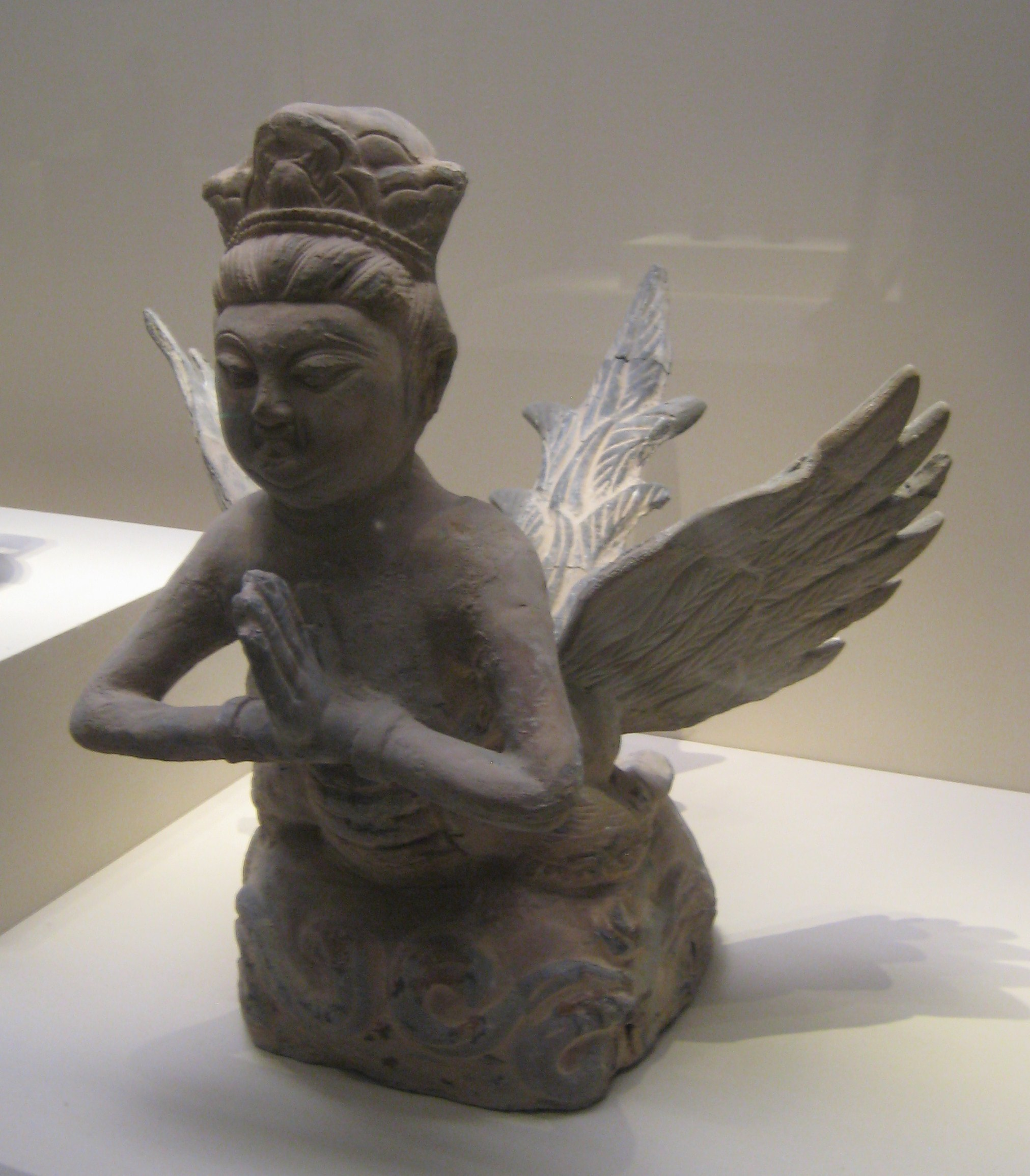
Une kalavinka ailée, en poterie grise, dynastie des Xia occidentaux.
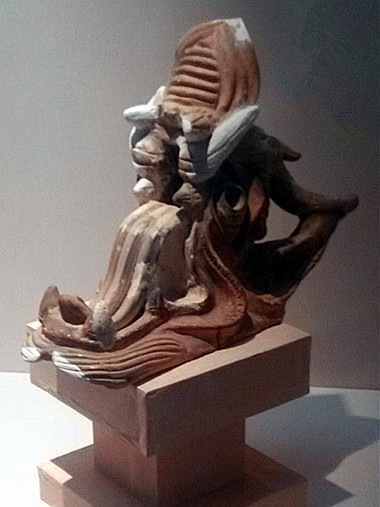
Décoration de toit en céramique en forme de bête.
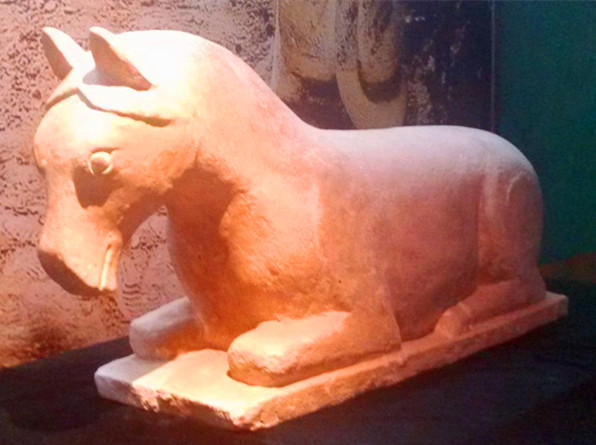
Statue de cheval en pierre.
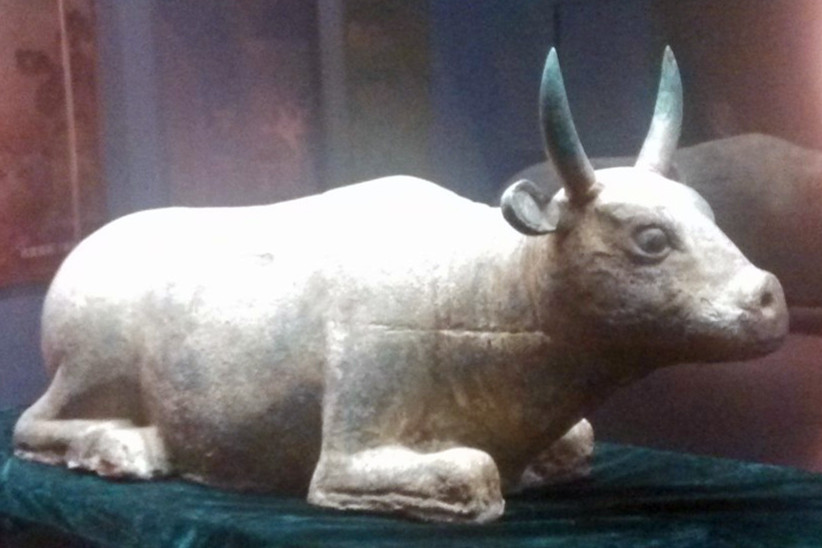
Statue en bronze d'un taureau recouverte d'or.